# Edin Karamazov
Edin Karamazov (Zenica, 1965) bosanskohercegovački je muzički umjetnik.
Štićenik Serđua Čelibidakea, počeo je svoju muzičku karijeru kao klasični gitarista prije nego što je počeo da svira baroknu lautu (lutnju), koju je studirao kod Smita Hopkinsona na muzičkoj akademiji Schola Cantorum Basiliensis u Bazelu, Švajcarska.
Djeluje sa ansamblima kao što su Hesperion, L’Arpeđata, Hilijard, Mala Punika, Orfijus čejmber orkestra, kao i sa umjetnicima poput Andreasa Šola, Marije-Kristine Kir, Arijane Saval i Stinga.
Karamazov svira nekoliko žičanih instrumenata iz različitih kultura i epoha i posvećen je istraživanju korišćenja lutnje u modernoj muzici sa savremenom improvizacijom. Osim samostalne karijere prati pjevače različitih stilova i kulturnih naslijeđa.

## Biografija
Karamazov je ostvario prvi solo nastup kao lutenist 1998. godine, zamjenjujući u posljednjoj minuti legendarnog Džulijana Brima. Od tada je postao jedan od istaknutih svirača lutnje. Njegovi virtuozni nastupi na lutnji i gitari, sa repertoarom koji se kreće od klasika iz 16. vijeka do moderne muzike, zavrijedili su odlične kritike u Evropi i Americi. Kao solista nastupao je i snimao sa vodećim međunarodnim ranim muzičkim ansamblima i umjetnicima poput Hilijard, Hesperion XX, Andreas Šol, kao i sa britanskim rok muzičaro Stingom. Karamazov je tumač i tehničar na brojnim ranim i savremenim gudačkim instrumentima. Koncertni je umjetnik koji se pojavio u brojnim renomiranim dvoranama, uključujući Amsterdam Concertgebouw, londonski Wigmore Hall, Berlinsku filharmoniju, i Konzerthaus u Beču, između ostalih. Nastavljajući tradiciju iz ranih dana uživa u improvizovanim muzičkim nastupima na ulici.

## Muzičko stvaralaštvo
Muzičko stvaralaštvo Karamazova uključuje dva CD-a za izdavačku kuću Decca: Musicall Banquet — zbirka pjesama na lutnji sa Andreasom Šolom; i Wayfaring Stranger — narodne pjesme sa Andreasom Šolom. Njegov uspješan album Songs from the Labyrinth sa Stingom u izdanju kuće Deutsche Grammophon, učinio ga je veoma poznatim izvan granica svijeta tzv. rane muzike, a i pokrenuo je novu „renesansu” u sviranju lutnje za 21. vijek. Na CD su snimljene skoro sve pjesme od engleskog kompozitora Džona Daulenda i jedna pjesma takođe engleskog kompozitora Roberta Džonsona.
Njegovi najnoviji snimci za Decca-u objavljeni su uz velikoj priznanje: The Lute is Song sadrži solo radove od Johana Sebastijana Baha, Lea Brouvera, Đovanija Cambonija i Karla Domenikonija. Tu su i arije od Georga Fridriha Hendla sa Andreasom Šolom, djela Henrija Persela sa Rene Fleming, te narodna makedonska pjesma s makedonskom pjevačicom i tekstopiscem Kaliopi Bukle, kao i pjesma od Stinga odsvirana zajedno sa istoimenim muzičarem.

## Spoljašnje veze
- Edin Karamazov na sajtu  (jezik: engleski)
- Biografija Архивирано на веб-сајту  (19. март 2020) na sajtu hoertnagel.com (jezik: njemački)